# 篠山口列車区
篠山口列車区（ささやまぐちれっしゃく）は、西日本旅客鉄道近畿統括本部に所属する列車乗務員（運転士、車掌）の組織である。

## 歴史
- 2009年6月1日 - 鉄道部制度見直しにともなう篠山口鉄道部の廃止を受けて、発足。

| スタブアイコン | サブスタブ | この項目は、まだ閲覧者の調べものの参照としては役立たない、鉄道に関連した書きかけの項目です。この項目を加筆・訂正などしてくださる協力者を求めています（P:鉄道/PJ:鉄道）。 |